# 朝は楽しく!スマイルサプリメント
『朝は楽しく!スマイルサプリメント』（あさはたのしく!スマイルサプリメント）は、テレビ東京で2004年3月29日 - 2006年9月29日に月曜 - 金曜の8:00 - 11:00に放送していた関東ローカルの情報番組。
番組内では「朝楽」（あさたの）と略された。
8:45 - 9:26に経済情報番組、『Opening Bell』を内包している。

## 概要
実質的な放送は8:00 - 8:45までで、『Opening Bell』以後の内容のほとんどはテレビショッピング（金曜日のみ『日経スペシャル ガイアの夜明け』）で、その他コーナーは5分程度である。独自の内容はほぼ1時間。
もともと朝の情報番組の経験が浅いためか、放送開始より約半年単位で内容を繰り返しリニューアルしているため、レギュラーの入れ代わりが激しい。
開始当初は、平均視聴率が1%未満という時期もあった。
2006年9月29日で放送終了。2006年10月2日より司会者を辻よしなりからダチョウ倶楽部の肥後克広に変更し番組タイトルを『朝はビタミン!』に変えた。内容は「朝は楽しく!」の後期とほとんど変わらず「Opening Bell」「快適!ショッピングスタジオ」などはそのまま存続。

## 番組の流れ
- 8:00 -  オープニング
朝楽フラッシュ（ニュース・天気予報・電車運行情報）
- 8:10 曜日別特集コーナー
月：「長井秀和の何でもランキング」「あさたの通信社」「あさたの極楽温泉」
火：「銀座の達人」
水：「主婦のお悩み解決!生活Q救隊」
木：「健康・食のコーナー」「夢の美容・健康法」
金：「赤プルの東京だっぺ!」「イキイキ週末情報」
- 8:37 -  レースガイド（中央競馬を除く公営競技開催情報）
- 8:45 -  株式ワイドOpening Bell（TVO、TVA、BSジャパンでも同時放送）
- 9:26 -  辻のこんな記事!（日本経済新聞や日経MJからの記事を紹介）
- 9:28 -  「快適!ショッピングスタジオ」（ジャパネットたかたテレビショッピング・生放送）
- 9:57 -  Eネ!（番組情報）など
月：タジマジックの手品コーナー
火・金：辻のこんな記事!2（日本経済新聞社発行の雑誌記事を紹介）
水：凡ちゃんの生で対決!!カラオケ自慢
木：自分流〜My Style、My Life〜
- 10:05 -  モーニングテレショップ（テレビショッピング）（水・木は10:27 - ）
金曜日のみ「日経スペシャル ガイアの夜明け」再放送、または不定期で東京都議会中継
- 10:55 -  エンディング

## キャスター・レギュラー出演者
2006年4月現在

### 司会
- 辻よしなり
- 前田真理子（テレビ東京アナウンサー）

（前田アナウンサーが不在の場合は、テレビ東京の女性アナウンサーが持ち回りで司会を務めた。）

### レギュラー出演者
- 月曜日：長井秀和、麻倉未稀、いとうあさこ、タジマジック
- 火曜日：
- 水曜日：大木凡人、白川裕二郎
- 木曜日：大東めぐみ、胡喋蘭　※健康・美容を研究する専門家がゲスト出演
- 金曜日：大場久美子、赤いプルトニウム、パックンマックン、チャールズ・エイヤーズ

### 不定期出演者
- 小笠原まさや（占いコーナーと人生相談コーナーを担当し、その後ゲスト扱い。）

### 過去のキャスター・レギュラー出演者
- 水原恵理（月曜日）、松丸友紀（月曜日）、大江麻理子（火曜日）、森本智子（火曜日）、龍田梨恵（水曜日→金曜日）、倉野麻里（金曜日→木曜日）、大橋未歩（金曜日→水曜日→再び金曜日）、池谷亨（「やりくり経済研究所」コーナー担当)、小島秀公（隔週月曜日）、赤平大（いずれも隔週、月曜日→水曜日）、中川聡（隔週水曜日、それ以降は随時不定期）、カメリア・マキ（占星術師・月,火曜日）、亀井京子（木曜日、前田アナ代理）、布川敏和（金曜日）、白石マル美（金曜日）、内山敏夫（元・テレビ東京解説委員長・月曜日）、あいはら友子（女優・投資家、月曜日）、豊岡真澄（月・火曜日）、ゆりん（火曜日）、河田京子（金曜日の通販コーナー）、つるの剛士（金曜日）、奈良陽（金曜日）、川田富夫（金曜日・音楽評論家）、土居壮（辻よしなりの夏休みによる代理司会）

### レースガイド担当
清水祥恵、礒葉子、外園妙子

## スペシャル放送
番組は原則平日に放送するが、祝日は「朝は楽しく!ホリデースペシャル」を放送することもある。この場合、放送時間は8:00 - 9:55までとなる。「Opening Bell」及び「快適!ショッピングスタジオ」の放映はなく、9:00過ぎに「モーニングテレショップ」を放映。